# Christophe Oberlin
Christophe Oberlin, né le 29 avril 1952, est un chirurgien français connu, outre ses compétences médicales, pour ses prises de position politiques sur le conflit israélo-palestinien.

## Formation et compétences médicales
Docteur en médecine de l’université Paris-V (1982) et titulaire d’un diplôme d'études approfondies (DEA) d’anthropologie, Christophe Oberlin est chirurgien orthopédiste, spécialisé dans la chirurgie de la main et la microchirurgie. Ses techniques originales dans le domaine de la chirurgie des  paralysies (l'Oberlin Procedure) lui valent une notoriété internationale. Il a exercé notamment à l’hôpital Bichat-Claude-Bernard et est l’auteur, entre autres, d’un Manuel de chirurgie du membre supérieur (Elsevier, 2000).

## Engagement humanitaire
Après sa nomination à l'internat des hôpitaux de Paris, il fait sa coopération en 1978-1979 comme chirurgien dans un poste isolé en République centrafricaine. Depuis son retour il n'a cessé d'opérer et de former des chirurgiens locaux dans une quinzaine de pays. Il a transposé notamment en Algérie puis à Gaza les enseignements des deux diplômes d'université qu'il dirigeait à la faculté de médecine de l'université Paris-Diderot (mention « Pathologie chirurgicale de la main » et « Microchirurgie »).

## Engagement pour Gaza
« En 2001, après les attentats du 11-Septembre, cet ancien élu du 19e arrondissement de Paris rencontre, au cours d'une réunion sur la Palestine, le professeur Marcel-Francis Kahn, un homme de tous les combats : Algérie, Viêt Nam, Afrique du Sud et Palestine. Ce rhumatologue de renom n'a guère de difficulté à le convaincre de le suivre à Gaza où il part avec un petit groupe de professeurs de l'Assistance publique ».
Depuis cette date il se rend trois fois par an à Gaza pour opérer les victimes de blessures de guerre et former des chirurgiens palestiniens à la microchirurgie et à la chirurgie réparatrice. Le professeur Oberlin se concentre particulièrement sur le traitement des paralysies, intervention essentielle dans la prise en charge des blessures traumatiques, malheureusement fréquentes en Palestine en raison du contexte de guerre permanente auquel la population est confrontée.

## Engagement politique
Aux élections européennes de juin 2004 il prend, en Île-de-France, la tête de la liste EuroPalestine qui remporte 1,83% des suffrages exprimés (soit 50 037 voix).
Il s'exprime notamment contre l'interdiction d'un spectacle de l'humoriste Dieudonné  et contre le soutien apporté par le président Hollande à l'offensive israélienne sur Gaza en juillet 2014.

## Polémique
Professeur de médecine à l'université Paris-Diderot (anciennement Paris-VII), il y enseigne l'anatomie et la chirurgie de la main. Responsable d'un certificat optionnel de médecine humanitaire, il pose aux étudiants, en juin 2012, parmi d'autres questions, une question de droit humanitaire, cas réel documenté dans les rapports internationaux : « Vous êtes à l'hôpital de Rafah situé dans la bande de Gaza, lors de la guerre de l'hiver 2008-2009. Des ambulances vous amènent 22 corps comportant tous le nom d'Al Daya. Les ambulanciers et les membres survivants de la famille vous déclarent qu'il s'agissait d'un bombardement classique. La mort de chacun d'entre eux a été constatée. Quelle est la ou quelles sont les qualifications des crimes perpétrés (crime  de guerre, crime contre l'humanité, crime de génocide) ? Argumentez votre position en vous basant sur les définitions des différents crimes ». Sur signalement de l'Amicale des médecins israélites de France (AMIF), et un courriel anonyme, la chambre disciplinaire de la section départementale du Conseil national de l'Ordre des médecins saisit le Défenseur des droits qui la déboute. L'organisme porte alors plainte devant sa propre juridiction qui condamne en juin 2015 le professeur Oberlin à un blâme. Les motifs de celui-ci sont :
- la question d’examen de droit humanitaire portant sur la guerre de Gaza de 2012 qui a été considérée comme « partiale et partisane » ;
- d’avoir tenu des propos antisémites.

En juridiction d'appel le Conseil de l'Ordre est contraint de retirer son accusation de tenue de propos antisémites. Il maintient néanmoins le blâme pour la question d'examen. L'affaire est portée devant le  Conseil d'État. À l'audience de mars 2018, les magistrats de la haute juridiction considèrent que le Conseil national de l'Ordre des médecins n'est pas compétent pour juger d'une affaire liée à l'enseignement, que la liberté d'enseignement des enseignants-chercheurs ne saurait être mise en cause dans le cas particulier, que la question posée ne comportait rien de répréhensible.
Pour ces raisons, le Conseil d'État annule, dans son arrêt rendu le 13 avril 2018, la décision de la chambre disciplinaire nationale de l'Ordre des médecins du 15 novembre 2016. Il motive cette cassation par le fait que « si les  professeurs des universités-praticiens hospitaliers ou les maîtres de conférences des universités-praticiens hospitaliers sont susceptibles de faire l'objet de poursuites devant les juridictions de l'ordre dont ils relèvent pour tout fait lié à l'exercice de leurs fonctions, il n'en va toutefois pas de même pour ceux de ces faits qui seraient indétachables de leur activité universitaire, lesquels ne sont susceptibles de fonder régulièrement des poursuites que devant la juridiction spécialisée instaurée par l'article L. 952-22 du Code de l'éducation » et d’ajouter « considérant qu'il ressort des termes mêmes de la décision attaquée que, pour infliger à M. X la sanction litigieuse, la chambre disciplinaire nationale a jugé que le libellé d'un sujet d'examen donné le 12 juin 2012 à ses étudiants de l'université Paris-Diderot, dans le cadre de son enseignement universitaire, avait méconnu les principes déontologiques qui résultent des articles R. 4127-3 et R. 4127-31 du Code de la santé publique ; que, l'agissement mis en cause par ce grief, portant exclusivement sur la connotation politique du libellé d'un sujet d'examen, n'était pas détachable des fonctions d'enseignement de M. X en sa qualité de professeur des universités ; qu'il résulte de ce qui a été dit ci-dessus que ce grief n'était pas recevable devant la chambre disciplinaire nationale ; que, par suite, il y a lieu, sans qu'il soit besoin d'examiner les moyens du pourvoi de M. X, d'annuler la décision qu'il attaque ».